# Umbilicaria krempelhuberi
Umbilicaria krempelhuberi är en lavart som beskrevs av Müll. Arg. Umbilicaria krempelhuberi ingår i släktet Umbilicaria och familjen Umbilicariaceae.   Inga underarter finns listade i Catalogue of Life.